# Degré

Degré este o comună în departamentul Sarthe, Franța. În 2009 avea o populație de 736 de locuitori.